# Pueblo ilocano
 Los Ilocanos (Ilocano: Tattao nga lloko/Ilocano), Ilokanos o Iloko son el tercer grupo etnolingüístico filipino más grande que reside principalmente en la región de Ilocos en el litoral noroeste de Luzón, Filipinas. 

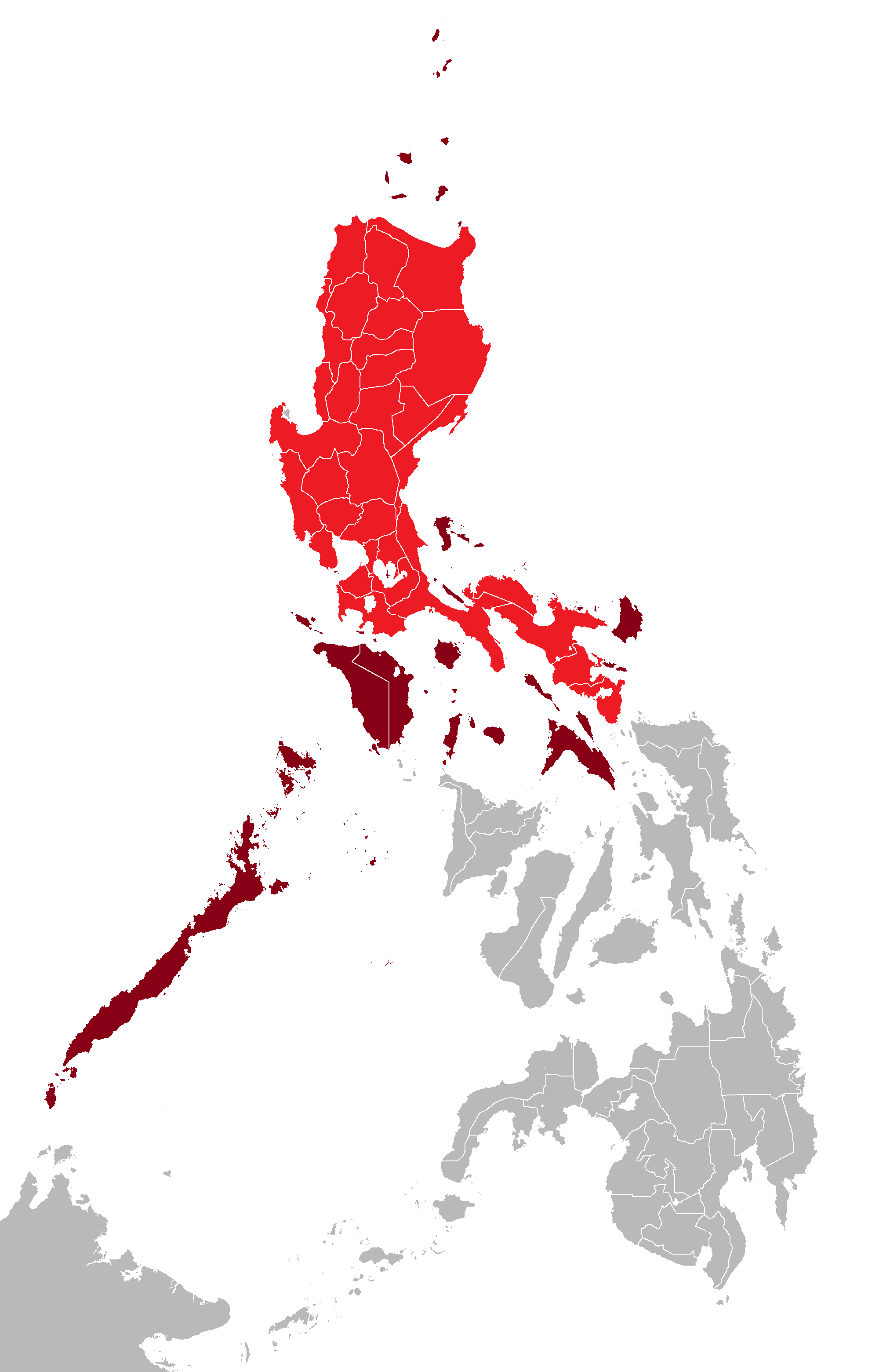
Luzón en rojo intenso, islas asociadas en granate

## Etimología
La palabra Ilokano se origina en Iloko (forma arcaica, Yloco), la conjugación de i- (que significa "de") y mirada (que significa "bahía"), que significa "de la bahía" en Ilocano . 

## Patria étnica
Ilocandia es el término dado a la patria tradicional del pueblo ilocano, que constituye los actuales Ilocos Norte y las porciones norteñas de Ilocos Sur. Debido a los programas de migración étnica del gobierno en la década de 1970, muchos ilocanos ahora viven fuera de su patria tradicional. Las áreas conocidas con importantes poblaciones de Ilocano fuera de las tierras tradicionales son la Región Administrativa de la Cordillera, el Valle de Cagayán, las partes del sur de la región de Ilocos y algunas partes del Luzón central. 

## Demografía

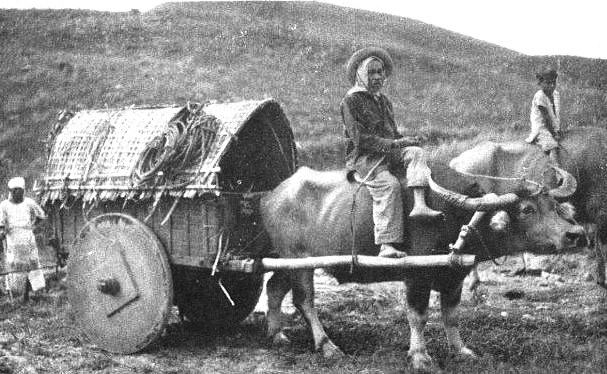
Gente ilocana que emigra al valle de Cagayán, c. 1920

Ilocanos número 8.074.536 en Filipinas en 2010. Algunos ilocanos que viven en las Cordilleras tienen sangre igorote. 

### Idioma
La mayoría de los ilocanos hablan ilocano, que forma parte del subgrupo de la familia de lenguas austronesias del norte de Filipinas. También hablan tagalo e inglés como segundos idiomas. 

### Religión
La mayoría de los ilocanos son católicos, mientras que un número significativo [¿cuántos?]   pertenecen a la Iglesia filipina Aglipayan, que se originó en Ilocos Norte.

#### Creencias y tradiciones prehispánicas
Antes de la llegada de los españoles, los ilocanos eran animistas que creían en espíritus llamados anito que eran malos o buenos, hombres o mujeres. Estos anitos gobernaron todos los aspectos del universo. Por ejemplo, los Litao eran anitos de agua, Kaibáan, también llamados Kanibáan, eran anitos de la maleza en un bosque, y Mangmangkik eran anitos de árboles. Los mangmangkik a menudo eran temidos por causar enfermedades cuando se talaba un árbol compañero. Para apaciguar al Mangmangkik antes de cortar un árbol, se hizo el siguiente canto: 
| Bari Bari. Dikat agunget pari. Ta pumukan kami. Iti pabakirda kadakami. |

Este canto llama al Mangmangkik y les suplica que no maldigan a la gente que corta el árbol. Se pronuncian cantos y frases similares para apaciguar al Kaibáan cuando se arroja agua caliente de cocción al patio para su eliminación. El Kaibáan puede hacerse amigo, dando suerte y bendición a la persona. Del mismo modo, si un Kaibáan está enojado, la enfermedad y, en algunos casos, la muerte afectarían la salud y la familia de la persona. 
Otras formas en que los anitos fueron respetados y apaciguados fueron a través de ofrendas y sacrificios a los ídolos en plataformas llamadas simbaan o cuevas designadas donde frecuenta el anito. Estas ofrendas, llamadas 'atang', consistían en varios alimentos y dulces, además de cigarros y paan . Atang también se ofrece a los fallecidos durante las oraciones por los muertos o en el Día de Todos los Santos . 
Otra práctica que sobrevivió hasta bien entrado el siglo XIX fue el 'sibróng'. Asociado con el sacrificio humano y la caza de cabezas, el sibróng era una práctica frecuente en la región de Ilocos. La persona que llevó a cabo las ejecuciones se llamaba 'mannibróng'; Este término ahora significa 'ladrón' en el moderno Ilocano. Antes de la muerte de un líder de la comunidad o un miembro de la Principalía, el moribundo levantaría la mano levantada con un cierto número de dedos. El número de dedos levantados sería el indicador de cuántas personas tendrían que ser asesinadas para acompañar a los moribundos al más allá. En otros casos, las personas elegidas por el mannibróng se cortarían los dedos en lugar de ser ejecutadas. Síbrong también puede referirse a la práctica de colocar una cabeza humana en los cimientos del edificio para proteger la estructura del daño.

#### Héroes mitológicos
En la mitología de Ilocano, Angalo fue un gigante de la creación mítica que también fue el primer hombre. A través de sus acciones, moldeó la Cordillera Central, la cordillera de Luzón, formó los océanos y su salinidad, y levantó el cielo, la luna, el sol y las estrellas . Banaoang Gap, en Santa, se decía que Ilocos Sur fue creado por Angalo cuando pateó la cordillera mientras dormía.

### Diáspora
Muchos filipinos estadounidenses son de ascendencia ilocano. Constituyen el 85% de la población filipina en Hawái. 

## Historia
Dos teorías son prominentes entre los historiadores con respecto a la difusión de lo que los historiadores llaman los pueblos austronesios . 
- Una teoría publicada por el antropólogo Henry Otley Beyer, conocida como la Teoría de la Ola de Migración, plantea que desde 300 hasta 200 aC[10] una migración de personas de habla austronesia de la isla de Borneo llegó a las costas del noroeste de Luzón . Supuestamente fueron la más reciente de las tres oleadas de migración a Filipinas conocidas como los malayos. Antes de la llegada de estas personas, los habitantes del noroeste de Luzón eran un pueblo de habla austronesia diferente llamado el grupo proto-malayo que consiste en los modernos Tinguian, Isneg, Kalinga, Kankanaey, Bontoc y otras tribus conocidas colectivamente hoy como los Igorot . Antes de la llegada de los Igorot eran las personas conocidas hoy como Aeta o Negritos. Diferentes estudios muestran que los ilocanos llegaron al noroeste de Luzón junto con los kalingas, apayaos y tingguianos[11] Con el tiempo, los malayos se casaron con los proto-malayos y / o Aeta, y fueron sus descendientes quienes vivieron a lo largo de las costas de Noroeste de Luzón con el que los españoles entraron en contacto por primera vez y llamaron a Ilocanos.
- Hoy en día, la teoría más comúnmente aceptada es el modelo "Fuera de Taiwán". En este modelo, se sugiere que los antepasados de los pueblos austronesios actuales se originaron de las migraciones desde la isla de Taiwán durante el período neolítico.

Mientras España aplicaba el término barangay a los asentamientos en la región de Ilocos al contacto, la gente de Ilocano llamó a sus pueblos, íli, y a un grupo más pequeño de casas, purók .
Estos residentes de la isla estaban organizados en una sociedad de clases. En la parte superior del sistema de clases estaba un jefe o agtúray o ári y su familia. El ári se ganó su posición debido a su fuerza, riqueza y / o sabiduría. Esta posición también podría ser heredada y generalmente reservada para un hombre, sin embargo, en el caso de que no hubiera un heredero masculino disponible, se aceptaba un heredero fuerte.
Si el heredero se encontraba débil por el íli, entonces se establecería otra familia entera y la antigua familia podría caer en clase. Junto con una comunidad de ancianos llamada amáen o panglakáyen íli, el ári administró justicia y gobernó la vida cotidiana de los íli y condujo a su pueblo a la guerra si era necesario. 
Debajo del ári estaban los ricos babaknáng, o Maharlika en tagalo, de quienes podían pasar fácilmente a la posición de ári. Su riqueza se mantenía por su control del comercio principalmente con chinos, japoneses, igorots y tagalos. Los productos que se comercializan con frecuencia son arroz, algodón, oro, cera, hierro, cuentas de vidrio, miel y tarros de gres llamados burnáy . 
Debajo del babaknáng estaban los kailianes, una clase que ayudaba al ári a navegar, trabajar sus campos y prepararse para las celebraciones. A cambio, los kailianes recibieron regalos directamente del ári.
Los katalonanos estaban debajo del babaknáng y los kailianes y eran agricultores arrendatarios que consistían en la mayoría de la población en un íli. Practicaron en gran medida la agricultura de arroz húmedo que incluía arroz y taro, así como la agricultura seca que incluía algodón. 
En el fondo de la sociedad Ilocano precolonial se encontraban los ubíng y debajo de ellos el tagábu, también llamado "adípen". Los ubíng eran sirvientes mientras que los tagábu eran esclavos. Los tagábu adquirieron su estatus a través de deudas no resueltas, insultando a un miembro del babaknáng o ári, siendo prisioneros de guerra, o incluso heredando la deuda de sus antepasados.

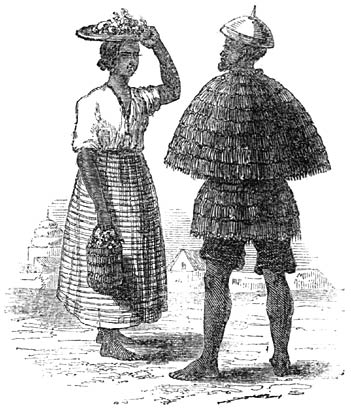
Una mujer y un hombre ilocano con kattukong y annangá, alrededor de 1820.

Tanto los hombres como las mujeres de Ilocano se hicieron crecer el cabello, pero lo ataron de diferentes maneras. Algunas mujeres se retorcieron el cabello para crear un moño, mientras que algunos hombres lo retorcieron y lo escondieron debajo de un turbante como una envoltura llamada bangal o potong . Los patrones y colores del bangal tenían muchos significados. Por ejemplo, el color rojo indicaba que el usuario había matado, mientras que un patrón de rayas indicaba que el usuario había matado al menos a siete personas. Además del bangal, los agricultores y pescadores también usaban un sombrero de calabaza llamado kattukong en días soleados o lluviosos. El kattukong estaba hecho de una calabaza de calabaza hueca y seca o tabúngaw en Ilocano con un interior tejido de anahaw, nipa, bambú y / o ratán . También a menudo usado durante los días lluviosos era una capa llamada annangá, también llamada "lábig" o "kalapiáw", que a menudo estaba hecha de hojas de palma nipa . 

### Era española a la República filipina

#### Juan de Salcedo
El conquistador español Juan de Salcedo exploró las regiones del norte de Filipinas en 1571, donde viajó a la región de Ilocos (entre otros lugares), pacificó el norte y estableció varios municipios españoles, incluida Villa Fernandina conocida como Vigan City en la actualidad. y Tagudin . 

#### Guerra con Zambales y Pangasinan
En 1660, Andrés Malong, jefe de San Carlos, Pangasinan o Binalatongan como se llamaba, se alió con la gente de Zambales en un esfuerzo por expulsar a los españoles y saquear a los que se les oponían. Malong fue empleado una vez por los españoles para ayudar a pacificar y conquistar pueblos y aldeas no cristianas en Pangasinan, sin embargo, cuando Malong conquistó a otros, se dio cuenta de que también podía vencer a los españoles superados en número. 
Con sus aliados de Zambales, Malong se coronó rey de Pangasinan y envió cartas a todos los jefes de la Región de Ilocos, Pampanga y el Valle de Cagayán y exigió que ellos también alinearan y reconocieran a Malong como su rey y mataran a los españoles entre ellos. Si no lo hicieron, Malong advirtió que los invadiría y castigaría por no unirse a su causa.
A diferencia de Pangasinan y los Zambales, los Ilocos en ese momento eran una región en la que los españoles invirtieron a sus soldados y misioneros y se aseguraron habitualmente. Pueblos como Vigan, Ilocos Sur y Tagudin, Ilocos Sur fueron rápidamente conquistados con encomiendas españolas, fortificaciones e iglesias católicas rápidamente establecidas para someter a la gente de Ilocano al Imperio español . Los españoles fueron rápidos en este proceso para reclamar el comercio de oro de la región con los Igorots . Intentaron proteger este comercio de los piratas chinos y japoneses y de diferentes potencias europeas como la holandesa o la inglesa . Considerando esta historia relativamente reciente con los españoles y principalmente bajo la influencia de misioneros católicos, muchos de los jefes de Ilocano rechazaron la oferta de Andrés Malong. 

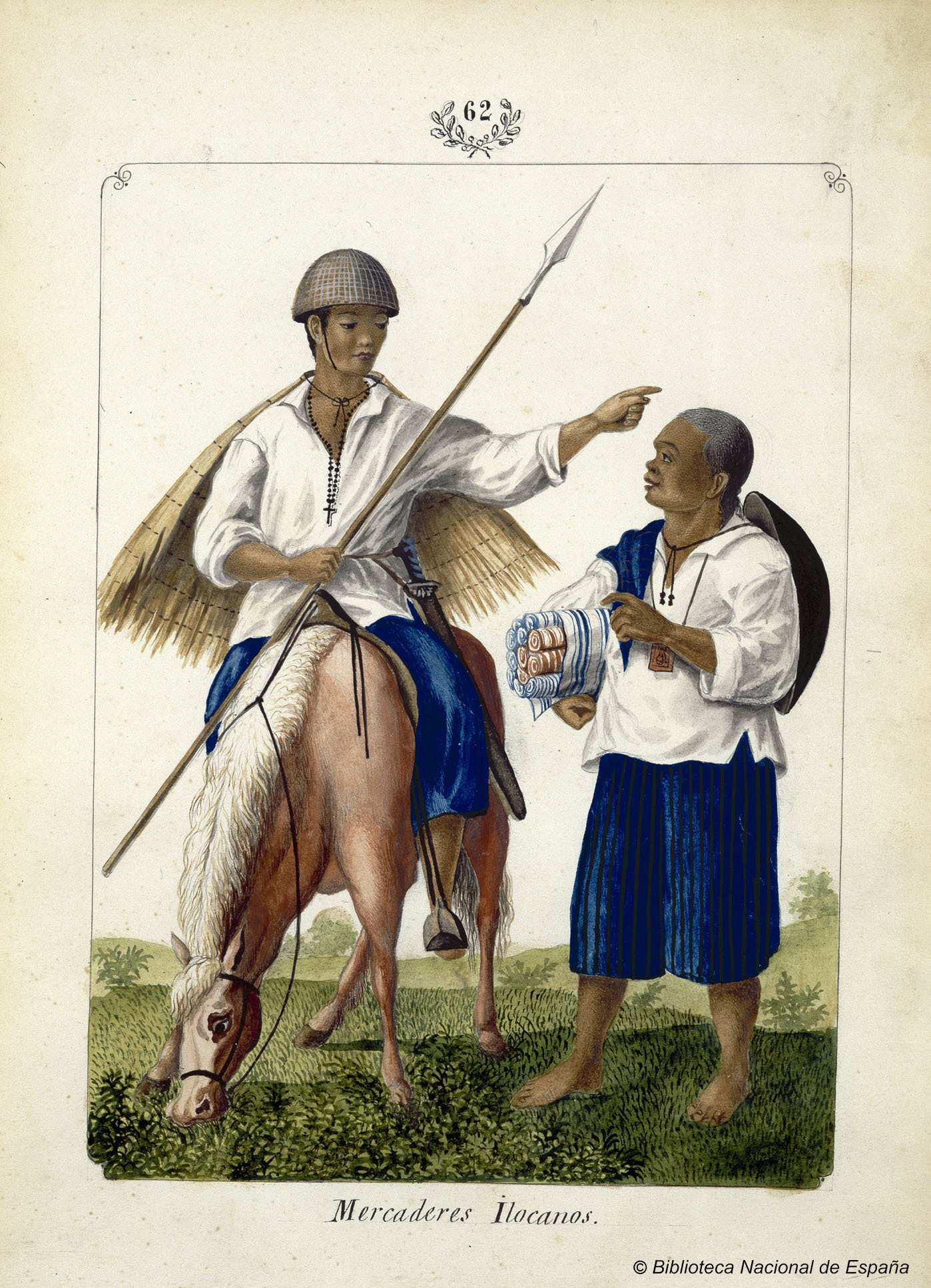
Comerciantes de Ilocano a mediados del.

En respuesta a su rechazo, Malong envió a un jefe de Zambales llamado Don Pedro Gumapos, quien recientemente había conquistado la región de Pampanga con 6,000 hombres, para invadir las regiones de Ilocos y Cagayán. Gumapos y sus hombres se encontraron con solo 1,500 ilocanos leales bajo el mando del alcalde mayor español de la región e incluso misioneros. Como tal, el ejército zambales y pangasinés los derrotó rápidamente y marcharon hasta el norte de Vigan, Ilocos Sur, donde saquearon e incendiaron la fortaleza española y las aldeas cercanas. Con muchos de los misioneros y autoridades españoles en los Ilocos evacuados y en retirada, Malong le pidió a Gumapos que lo ayudara en Pangasinan, donde los españoles comenzaban a avanzar sobre él. Mientras Gumapos y sus tropas viajaban de regreso a través de Narvacan, Ilocos Sur, continuaron atacando pueblos y aldeas de Ilocano en busca de suministros y botín. Finalmente, la gente de Narvacan respondió con tácticas de guerrilla ayudadas por sus aliados tinguianos. Esta represalia por parte de la gente de Ilocano fue devastadora y causó más muertes en el ejército de Gumapos que con las fuerzas de Ilocano dirigidas por los españoles. 
Cuando el ejército invasor se dirigió al sur, saquearon e incendiaron los pueblos costeros de Santa María, Ilocos Sur, San Esteban, Ilocos Sur, Santiago, Ilocos Sur y Candon, Ilocos Sur . Cuando finalmente se acercaron a Santa Cruz, Ilocos Sur, Gumapos se encontró con un ejército dirigido por españoles que acababa de reconquistar Pangasinan y capturó a Andrés Malong. A pesar de enterarse de la derrota de Malong, Gumapos dirigió a su ejército a la batalla. Gumapos y su ejército fueron derrotados después de dos grandes batallas. Después de ser capturado, Gumapos fue enviado de regreso a Vigan, Ilocos Sur, donde fue ejecutado por ahorcamiento. La región de Ilocos no vería otra revuelta contra los españoles hasta 1762. 

### Presente
La creciente presión demográfica debido a la densidad de población sustancial durante la mitad del siglo XIX provocó la migración de los ilocanos fuera de su tierra natal histórica. Para 1903, más de 290,000 ilocanos emigraron al centro de Luzón, el valle de Cagayán y el Metro de Manila. Más de 180,000 se mudaron a Pangasinan, Tarlac y Nueva Ecija. Casi 50,000 se mudaron al Valle de Cagayán; la mitad de ellos residía en Isabela. Alrededor de 47,000 vivieron en Zambales y el Sultán Kudarat, más de 11,000. 
La diáspora de Ilocano continuó en 1906 cuando Ilocanos comenzó a emigrar a Hawái y California. Los ilocanos compusieron el mayor número de expatriados en los Estados Unidos. Hay una importante comunidad de ilocana en Hawái, en la que representan más del 85% de la población filipina allí.
Las migraciones posteriores llevaron a Ilocanos a las provincias de Cordilleras, Mindoro, Palawan y Mindanao del Sultán Kudarat, Cotabato del Norte y Cotabato del Sur. 

### Comida

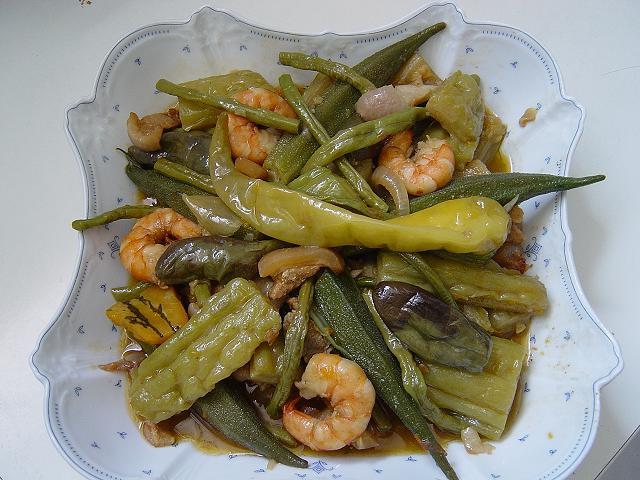
Pinakbet, uno de los alimentos básicos de la dieta Ilocano.

Los ilocanos cuentan con una dieta algo saludable, rica en verduras hervidas o al vapor y pescado de agua dulce, pero son particularmente aficionados a los platos con sabor a bagoong, pescado fermentado que a menudo se usa en lugar de sal. Los ilocanos a menudo sazonan las verduras hervidas con mongoon de bagoong (pasta de anchoa fermentada) para producir pinakbet. Las especialidades locales incluyen los abuos, las larvas blancas suaves de las hormigas y la "ensalada saltadora" o pequeños camarones vivos con jugo de kalamansi. Otro alimento que es popular para muchos ilocanos es la moringa (marunggay). Es un buen condimento para la sopa de carne llamada la'uya (por ejemplo, tinola) o se puede mezclar con el famoso dinengdeng, una sopa hecha principalmente de vegetales con aramang de gambas. La mayoría de los hogares cultivan este árbol en sus patios traseros y, por lo general, se ofrecen de forma gratuita para todos los vecinos que los quieran. También se sabe que el pueblo ilocano es el primer grupo étnico en Filipinas en comer larvas y huevos de abuos (hormigas tejedoras). Desde entonces, la práctica también se ha dinfundido entre otros grupos étnicos en el norte de Luzón.

### Literatura
Una de las obras literarias más conocidas de Ilocano escritas en Iloco es Biag ni Lam-ang (La vida de Lam-Ang), un poema épico sobre la vida fantástica y las escapadas de un héroe de Ilocano llamado Lam-ang. "Biag ni Lam-ang" es un testamento en la literatura de Ilocano. La escritora Ilocana Elizabeth Medina es probablemente la escritora de Ilocano viva más notable en español. 

## Artesanía
Incluso antes de la llegada de los españoles, los habitantes de Ilocano del norte de Luzón ya estaban elaborando herramientas y objetos que describen su cultura y civilización. Antes de la colonización española que occidentalizó al pueblo Samtoy, los ilocanos ya inventaron el Dadapilan (una herramienta utilizada para triturar la caña de azúcar). Otros artículos culturales incluyen que Tillar, Dulang, Tabungao, el tejido de Abel, la cerámica de Burnay, los productos Almiris, Tinalik, Maguey, Tinalik y Sagut, los Ilocanos del norte de Luzón son uno de los grupos etnolingüísticos de Filipinas que fue colonizado por los españoles pero conservaron algunas de sus artes y artes indígenas. 

## Ilocanos notables
- Marilou Díaz-Abaya, directora filipina, su padre es de Paoay, Ilocos Norte.[18]
- Mac Alejandre, director filipino.[19]
- Gregorio Aglipay, fundador de la Iglesia Aglipayan.
- Jesslyn Alegre Howard, Directora, Arquitecta Visual.[20]
- Pedro Almazán, líder de Laoag; proclamado y coronado Rey de Ilocos; lideró la primera revuelta de Ilocos en enero de 1661.
- Magnolia Antonino (nacida el 14 de diciembre de 1915) fue una senadora de Filipinas. Estaba casada con Gaudencio Antonino, también senador.
- Rodolfo "Pong" Gaspar Biazon (nacido el 14 de abril de 1935) es un exgeneral y jefe de gabinete de las Fuerzas Armadas de Filipinas, oficial de marines filipinos y político en Filipinas. Actualmente es senador. Fue elegido senador en las elecciones de 1992 por un período de 3 años. Fue elegido para su primer mandato de seis años en las elecciones de 1998, y fue reelegido en las elecciones de 2004. Biazon nació en Batac, Ilocos Norte.
- Gregorio C. Brillantes (nacido el 18 de diciembre de 1932) de Camiling, Tarlac, un escritor de ficción y editor de revistas galardonado con múltiples premios, es uno de los mejores escritores en inglés de Filipinas.
- José Apolonio Burgos, sacerdote filipino y mártir durante la época española.
- Edmundo Abaya Arzobispo Emérito Edmundo M. Abaya, DD nació el 19 de enero de 1929 en Candon, Ilocos Sur. Durante sus años activos en el ministerio, Abaya había servido como presidente de la Comisión de Asuntos Ecuménicos e Interreligiosos del CBCP de 1988 a 1989 El 20 de septiembre de 2018 murió el primer designado del difunto Papa convertido en santo Juan Pablo II como obispo en Filipinas.
- Joseph Emilio Abaya secretario del DOTC.Su padre, Cong. Plaridel Abaya es oriundo de Candon Ilocos Sur. Descendiente de Isabelo Abaya de Candon, Ilocos Sur, "uno de los más grandes héroes de la Revolución en todo el Norte".
- Ernesto Maceda, también conocido como Manong Ernie, fue un político filipino, abogado y columnista que se desempeñó como senador de Filipinas de 1971 a 1972 y nuevamente de 1987 a 1998. Se desempeñó como presidente del Senado de 1996 a 1998. Su madre, una Madarang vino de Candon Ilocos Sur.
- Sonny Cabatu (nacido el 10 de octubre de 1960 en Cabugao, Ilocos Sur), es un jugador de baloncesto profesional filipino semirretirado en la Asociación de Baloncesto de Filipinas y fue la primera selección de draft de la liga en 1985. También es el padre de la actual Barangay Ginebra Kings jugador Junjun Cabatu.
- Antonio Carpio, juez asociado, padre Ilocano.[21]
- Conchita Carpio-Morales, actual Defensora del Pueblo de Filipinas.
- Nina Corpuz, experiodista filipina de Batac, Ilocos Norte
- Onofre Corpuz, de Camiling, Tarlac, escritor y exsecretario del Departamento de Educación; Decimotercer presidente de la Universidad de Filipinas; presidente del Banco de Desarrollo de Filipinas.
- Marcelino Crisologo, escritor, dramaturgo y primer gobernador de Ilocos Sur
- Lilia Cuntapay, actriz de terror filipina.[22]
- Anne Curtis, actriz filipina, su madre es Ilocana de Pangasinán.[23]
- Isabelle Daza, hija de Gloria Díaz.
- Gloria Díaz, Miss Universo 1969 de Aringay, La Unión.
- Ces Drilon, presentador de noticias filipinas, su padre es Ilocano.[24]
- Juan Ponce Enrile, un senador. Se desempeñó como Presidente del Senado de 2008 a 2013. Actualmente es el líder de la minoría del Senado. Él es de Gonzaga, Cagayán.
- Yassi Pressman, actriz filipina, su madre es de Isabela.
- Josefa Llanes Escoda, activista por los derechos de las mujeres, fundadora de las Girl Scouts de Filipinas.
- Darren Espanto, cantante filipino, sus padres son Ilocano de Nueva Vizcaya.
- Erlinda Fadera-Basilio, embajadora y representante permanente de Filipinas ante las Naciones Unidas y otras organizaciones internacionales en Ginebra, Suiza; la primera mujer vicepresidenta del Consejo de Derechos Humanos de la ONU; miembro fundador de la Unión de Habla Inglesa (ESU). Ella es de Bacnotan, La Unión.
- Leona Florentino, famosa poeta.
- Coleen García, actriz filipina, su madre es Ilokana de La Unión.[25]
- Jhong Hilario, actor, presentador, bailarín.[26]
- Danny Ildefonso, un jugador de baloncesto profesional que jugó en San Miguel Beerman, ahora Petron Blaze Boosters que ganó 8 campeonatos de la PBA y 2 MVP y premio de novato del año en 1998. Habla con fluidez Ilocano. Él es de la ciudad de Urdaneta, Pangasinan.
- Francisco Sionil José, destacado novelista en lengua inglesa.
- Bianca King, actriz filipina, su madre es ilocana.[27]
- Doug Kramer, jugador de baloncesto filipino, su madre es Ilokana de La Unión.[28]
- Carlo Lacana, actor filipino.[29]
- Jessie Mendiola Actriz filipina, su madre Didith Garvida es oriunda de Bangui Ilocos Norte.
- Japoy Lizardo, actor y atleta filipino.[30]
- General Antonio Luna, general de la época de Emilio Aguinaldo.
- Juan Luna, famoso pintor filipino, hermano mayor de Antonio.
- Guji Lorenzana, actor y cantante filipino.[31]
- Ramón Magsaysay, séptimo presidente de Filipinas, de Iba, Zambales.
- JB Magsaysay, Pinoy Big Brother (temporada 1) compañero de casa y nieto del expresidente Ramón Magsaysay.
- Ferdinand Marcos, décimo presidente de Filipinas (1965 - 1986).
- Ferdinand Marcos, Jr., también conocido como BongBong Marcos, es el único hijo varón del expresidente Ferdinand Marcos. Se desempeñó como gobernador de Ilocos Norte desde 1998 - 2007. También se desempeñó como representante del 2.º Distrito de Ilocos Norte. Actualmente es senador de Filipinas.
- María Imelda Josefa Romualdez Marcos, también conocida como Imee Marcos, hija del expresidente Ferdinand Marcos, es un exrepresentante del 2.º Distrito de Ilocos Norte en la Cámara de Representantes de Filipinas (1998 a 2007). Es la gobernadora de Ilocos Norte desde 2010. Pertenece al partido político Kilusang Bagong Lipunan.
- Mariano Marcos, padre de Fernando Marcos, era abogado y político.
- Martha Vanessa Antonio del Moral, conocida por su nombre en pantalla Vaness del Moral (nacida el 23 de mayo de 1988 en Baguio, Benguet, Filipinas), es una actriz filipina.
- Jimboy Martin, actor filipino, es originario de Nueva Vizcaya.[32]
- Moreno (nacida el 25 de mayo de 1959 en Cervantes, Ilocos Sur) es una actriz filipina cuya madre es ilocano y su padre es de Pampanga.
- Bienvenido Nebres, el presidente universitario con más años de servicio de la Universidad Ateneo de Manila; miembro del consejo de administración de la Universidad de Georgetown, la Universidad de Regis, el Instituto Asiático de Administración (donde se desempeña como Vicepresidente) y otros colegios y universidades en Filipinas.
- Jane Oineza, actriz filipina.[33]
- Camilo Osías (23 de marzo de 1889 Balaoan, La Unión - 20 de mayo de 1976 Manila) fue un político filipino, dos veces por poco tiempo Presidente del Senado de Filipinas.
- Bela Padilla, actriz filipina, su madre es ilocana de Nueva Écija.[34]
- Daniel Padilla, actor filipino, su abuela paterna es Ilokana y la hermana de la abuela materna de Bela Padilla.
- Kylie Padilla, actriz filipina, hija de Robin Padilla.
- Robin Padilla, actor filipino, de Nueva Écija.
- Jim Paredes, músico filipino, su padre es ilocano de Abra.[35]
- Quintín Paredes (9 de septiembre de 1884 - 30 de enero de 1973), un abogado, político y estadista filipino. Nació en Bangued, Abra.
- Markus Paterson, actor filipino.[36]
- Marc Pingris, jugador de baloncesto filipino.[37]
- Elpidio Quirino, sexto presidente de Filipinas (1948–1953) y nativo de Caoayan, Ilocos Sur.
- Nicanor Reyes, Sr., fundador y primer presidente de la Universidad del Lejano Oriente en Manila. Imaginó una escuela que promovería la enseñanza de la contabilidad a los filipinos, una profesión que antes solo estaba disponible para los extranjeros. Su ciudad natal era Paniqui, Tarlac.
- Artemio Ricarte (20 de octubre de 1866 - 31 de julio de 1945) fue un general filipino durante la Revolución filipina y la Guerra Filipino-Americana. Es considerado por las Fuerzas Armadas de Filipinas como el "Padre del Ejército de Filipinas". Ricarte también es notable por nunca haber hecho un juramento de lealtad al gobierno de los Estados Unidos, que ocupó Filipinas entre 1898 y 1946. Ricarte nació en Batac, Ilocos Norte.
- Alden Richards, actor filipino, su abuela paterna es Ilokana de Sinait, Ilocos Sur.[38]
- Ruby Rodríguez de San Marcelino, Zambales es una actriz filipina y copresentadora del programa de variedades de televisión Eat Bulaga! En Filipinas.
- Carmen Rosales, actriz de Pangasinan.
- Jericho Rosales, actor filipino.[39]
- Paulino Santos, de Camiling, Tarlac, exjefe de gabinete del ejército filipino durante la época del presidente filipino, Manuel Luis Quezón; fundador de Colonias Penales y un teniente segundo de la policía filipina.
- Gabriela Silang, revolucionaria.
- Luis "Chavit" Singson (nacido el 21 de junio de 1941), más conocido como Chavit Singson, un político filipino de Vigan City. Exgobernador de la provincia de Ilocos Sur, Filipinas, desde 1998. Es propietario de Partas Bus Company. Se dice que Singson comenzó EDSA II, cuando en octubre de 2000 alegó que le dio 400 millones de dólares al presidente Joseph Estrada Php. pago de ganancias de juego ilegales.
- Liza Soberano Hope Elizabeth Soberano (anteriormente conocida por el nombre de pantalla Hope Soberano), es una joven modelo y actriz filipina estadounidense, es una artista por contrato de ABS-CBN y Star Magic. Actualmente protagoniza el teleserye FOREVERMORE y la película "THE BET" que se estrenará en 2015. Su padre y sus antepasados son Ilocanos de Sta. María, Asingan y Baguio.
- Jessica Soho (nacida el 27 de marzo de 1964) es periodista, documentalista y directora de noticias filipina que recibió un Premio George Foster Peabody y fue la primera filipina en ganar el Premio Británico de Periodismo de Flota en 1998. Ella es de San Juan, La Unión
- Fidel V. Ramos, duodécimo presidente de Filipinas (1992-1998) de Lingayen, Pangasinan
- Benito Soliven, estudió Derecho en la Universidad de Filipinas, se graduó summa cum laude, ocupó el tercer lugar en el examen de abogados de 1921, el primer abogado de Santo Domingo, Ilocos Sur, un intelectual, un lingüista, un líder político exitoso, un destacado congresista, un trimestral en la Cámara de Representantes aclamado como "Valedictorian" en el congreso con la mayor cantidad de proyectos de ley aprobados / aprobados por sus colegas, un héroe de la Segunda Guerra Mundial y, sobre todo, un hombre muy santo y caritativo , listo para ayudar a los necesitados y sus clientes de forma gratuita a aquellos que no tenían el dinero. Es el padre del fallecido Máximo Villaflor Soliven, un destacado periodista filipino y editor de periódicos y agente inmobiliario Victorio V. Soliven. Una escuela y una ciudad también llevan su nombre, la Academia Benito Soliven, ubicada en Santo Domingo, Ilocos Sur y Benito Soliven en la provincia de Isabela.
- Carlos P. García, octavo presidente de Filipinas (1957-1961), sus padres eran nativos de Bangued, Abra.
- Máximo Villaflor Solivén (4 de septiembre de 1929 - 24 de noviembre de 2006) fue un destacado periodista filipino y editor de periódicos. En una carrera que abarcó seis décadas, alcanzó su mayor apogeo e influencia con la Estrella de Filipinas, que cofundó en 1986, y donde se desempeñó como editor hasta su muerte. Su columna diaria publicada en The Star, titulada "By The Way", fue una de las columnas de periódicos más leídas en Filipinas.
- Bryan Termulo, cantante filipino, su madre es Ilokana de La Unión
- Fabián Ver, exgeneral y jefe de las Fuerzas Armadas de Filipinas.
- Glennifer Perido, titular del concurso de belleza, de Tabuk, Kalinga.
- Teófilo Yldefonso, "el tiburón ilocano" (9 de febrero de 1903 - 19 de julio de 1943), era un nadador filipino especializado en la braza. Fue el primer filipino en ganar una medalla olímpica, y el único filipino en ganar múltiples medallas. Nació en Piddig, Ilocos Norte.
- Nova Villa, actriz filipina.
- Vice Ganda comediante, su madre es una ilocana de La Union[40]

### Extranjeros de ascendencia ilocano
- Matthew Libatique, un director de fotografía estadounidense de Hollywood y nominado al Oscar, conocido por su trabajo con el director Darren Aronofsky en películas como A Star is Born, Iron Man 1 y Iron Man 2, Inside Man, Miracle at St. Anna, Gothika, Cowboys & Aliens, π, Requiem for a Dream, The Fountain y Black Swan
- Jasmine Trias, ganadora del 3.er lugar en American Idol Season 3.
- Jocelyn Enríquez, cantante del género Dance Music que hizo las canciones de éxito A Little Bit Of Ectasy y Do You Miss Me.
- Benny Agbayani, jugador de béisbol profesional.
- Larry Ramos (nacido Hilario Ramos el 19 de abril de 1942 en Hawái), guitarrista y cantante profesional que recibió un Grammy por su participación en el álbum de 1962, Presenting The New Christy Minstrels, y que fue una parte clave del pop estadounidense de la década de 1960 banda de la asociación .
- Thelma Buchholdt, JD, miembro electo, Cámara de Representantes del Estado de Alaska (1974–1982).
- Carlos Bulosan, escritor de Binalonan, Pangasinan .
- David Bunevacz, atleta.
- Mikey Bustos, estrella de YouTube y finalista de Canadian Idol .[41]
- Ben Cayetano, 5.º Gobernador de Hawái (1994–2002).
- Philip Vera Cruz, dirigente sindical.
- Emil Guillermo, periodista y ganador del premio American Book 2000.
- Gina Ortiz Jones, veterano filipino-estadounidense de la guerra de Irak, oficial de inteligencia y político.[42]
- Ana "The Hurricane" Julaton (Pozorrubio, Pangasinan) es una boxeadora. Ella ganó los Guantes de Oro de San Francisco, el Campeonato Estatal de California, fue campeona del Cinturón Diamante y cerró su carrera de aficionada al ganar la medalla de plata en el Campeonato Amateur de Estados Unidos. Como boxeador profesional, Julation está cerca de la cima en ganar títulos mundiales con la menor cantidad de combates profesionales. A 2010   , es titular de un título mundial de la Asociación Internacional de Boxeo y la Organización Mundial de Boxeo .[43][44]
- Teniente General Edward Soriano, primer general filipinoamericano del ejército de los Estados Unidos (ret).
- comandante Gen. Antonio Taguba, segundo general Fil-Am del ejército de los Estados Unidos.
- Brian Viloria, campeón de boxeo ligero de peso mosca.
- PJ Raval, cineasta de Fil-Am y director del largometraje documental Call Her Ganda sobre el asesinato de Jennifer Laude por el marine estadounidense Joseph Scott Pemberton .
- Bretman Rock, una estrella de YouTube, sus padres eran del valle de Cagayán y ahora viven en Hawái.